# 후타카와촌 (지바현 산부군)
후타카와촌(二川村)은 지바현 산부군에 일찍이 존재했던 촌이다.

## 지리
- 현재의 시바야마정 남부에 해당한다.
- 마을 지역은 고원과 평지가 뒤섞인 골짜기가 많은 지형이다.

## 역사
- 1889년 4월 1일 - 정촌제 시행에 수반해 무사군 후타카와촌이 성립하였다.
- 1897년 4월 1일 - 야마베군, 나가사군이 합병해 산부군이 되었다.
- 1955년 7월 1일 - 지요다촌과 합병해, 시바야마정이 신설되어, 동일 후타카와촌은 폐지되었다.

## 인구
| 1891년 | 4,775 |

## 참고문헌
- 角川日本地名大辞典編纂委員会『角川日本地名大辞典 12 千葉県』、角川書店、1984年 ISBN 4-04-001120-1